# Sonja Zubović
Sanja Zubović (Zagreb, 1962.) je hrvatska književnica iz Zagreba. Piše poeziju i prozu za odrasle, djecu i mlade.

## Životopis
Sonja Zubović rođena je 1962. u Zagrebu. Diplomirala je 1987. na studiju jugoslavenskih jezika i književnosti na Filozofskom fakultetu u Zagrebu, gdje i danas živi i radi. Članica je Društva hrvatskih književnika, Hrvatskog P.E.N. Centra i Slavenske akademije za književnost i umjetnost u Bugarskoj.
Pokrenula je velik broj inovativnih programa u kulturi, osmislila je i vodi projekt poticanja čitanja poezije Poezija to go, sudjeluje na svim značajnijim književnim manifestacijama i sajmovima te gostuje na književnim susretima diljem Republike Hrvatske i u inozemstvu. Piše poeziju i prozu za odrasle te za djecu i mlade, a okušala se i u radio drami i tekstovima za glazbu. Djela su joj prevedena na esperanto, slovenski, bugarski, makedonski, slovački, ruski, ukrajinski i talijanski jezik. Dobitnica je više pohvala i priznanja kao i Plakete za doprinos u kulturi grada Jastrebarskog za 2015. te ugledne međunarodne nagrade „Srebrno leteće pero“ za 2022. godinu.

## Djela
- Sol na koži, zbirka pjesama za odrasle, 1997. na esperanto preveo Klaus Dahman
- autorstvo brojnih tekstova za glazbu te nominacija za Porin 1998. album Kad bi mene pitali
- radio drama Iza svakog uspješnog muškarca stoji žena, 2000.
- poezija joj je objavljena u časopisima Quorum, Republika, Poezija
- Djelo Sol na koži ušlo je u antologiju hrvatskog pjesništva devedesetih Off-line, priređivač  Tvrtko Vuković
- izbor iz poezije (2017.) preveden je na makedonski i bugarski jezik te objavljen nekoliko puta u književnim časopisima.
- zastupljena u knjizi Kipidin glas ili hrvatsko žensko pjesništvo Sanjina Sorela (studija, Antibarbarus, Zagreb, 2018
- Kako se gleda abeceda, ilustrirala djeca, 2000. (17. izdanja)
- Priče poučnice, ilustrirane priče za djecu, 2001.
- Prodavač vremena, roman za djecu, 2001.
- Mjesečeve suze, ilustrirala Željka Mezić, 2003.
- Najljepša stonoga sunčanih vrtova, ilustrirala Željka Mezić, 2003. uvrštena u ICDL, International Childern's Digital Library - međunarodnu digitalnu dječju knjižnicu u Washingtonu
- Vjetrosvijet, ilustrirala Marina Badurina, 2005.
- Dobri zmaj Zumi, ilustrirala Andrea Petrlik Huseinović, 2006.
- Prijazni zmajček Zumi, ilustrirala Andrea Peterlik Huseinović, Ljubljana 2007.
- Pjesme iz prirode i društva, zbirka pjesama za djecu, 2009.
- Čudesna kuharica Lize Brljize, ilustrirala Marijana Jelić, 2010.
- Ježica Vici u šumskoj češljaonici, ilustrirala Petra V. Rundek 2011.
- Šale i pohvale, pripovijetke za djecu, 2011.
- Probuđena zvona, roman za mlade, 2012.  roman je preveden na bugarski 2014. preveden na makedonski 2016.
- Neukradivo nebo, zbirka pjesama, 2012.
- Puž Slavek u polu suncokreta, ilustrirala Marina Badurina, 2013. La heliko Slavek ensulflora kampo, preveden na esperanto i nominiran za najbolju dječju esperantsku knjigu na svijetu za 2015.;
- Mjesečevi snovi, ilustrirala Marina Badurina 2014.
- Goli carevi, zbirka pripovijedaka za odrasle, 2015.
- kratke priče za odrasle kontinuirano objavljuje u časopisima Riječi, Književna Rijeka, Kolo, Republika
- Roza i Blu upoznaju Zagreb, pripovijetka za djecu, 2015.
- Nemreš bit pametan, roman za mladež, 2015.
- Samo se vjetar smiješi, zbirka pjesama za odrasle 2016.
- Belini brodovi, roman za mladež, 2020.
- Da, ali to nije sve, roman za mladež 2023.
- Lisica i Kudrica Mudrica, pripovijetka za djecu, ilustraciije Tena Pezdevšek, izrada lutki i scenografije Paula Palumbo, 2023.
- Svatko, Netko i Nitko, izabrane pjesme u prijevodu na bugarski, slovački, ruski i ukrajinski jezik;  2024.
- Ovalno ogledalo, zbirka kratkih priča, 2024.

## Nagrade i priznanja
- Plaketa za doprinos u kulturi Grada Jastrebarsko 2015.
- Međunarodna nagrada za ukupan stvaralački doprinos "Srebrno leteće pero" za 2022.
- Međunarodna nagrada "Pjesnička aleja ruža" u spomen na poljsku pjesnikinju Barbaru Yurkovsku Navratovu[1]